# نوكيا C2-06
نوكيا C2-06 (بالإنجليزية: Nokia C2-06)‏ هو هاتف محمول من نوكيا، تم طرحه في الأسواق في 2011.

## الخصائص
- الشاشة: 240×320
- الوزن: 118 غرام
- الذاكرة: 10 ميجابايت